# مایکل لویت
مایکل لویت (به انگلیسی: Michael Levitt) (زاده ۹ مه ۱۹۴۷ در پرتوریا، آفریقای جنوبی) بیولوژیست و استاد زیست‌شناسی ساختاری آمریکایی-بریتانیایی-اسرائیلی، دانشگاه استنفورد، کالیفرنیا است که در سال ۲۰۱۳ به همراه اری وارشل و مارتین کارپلاس موفق به دریافت جایزه نوبل شیمی شد.
وی لیسانس فیزیک خود را از کینگز کالج لندن دریافت کرد. او ششمین شهروند اسرائیلی است که در یک دههٔ اخیر جایزه نوبل شیمی برنده شده‌است. او شش ماه از سال را در اسرائیل که زن و بچه‌هایش در آنجا هستند زندگی می‌کند.